# 清海部隊
大韓民国海軍ソマリア海域護送戦隊（だいかんみんこくかいぐんソマリアかいいきごそうせんたい、朝鮮語：대한민국 해군 소말리아 해역 호송전대）は、ソマリア沖の海賊の襲撃から大韓民国の船舶を護衛するために、大韓民国海軍が2009年3月3日に編成した部隊。別称は「清海部隊」（せいかいぶたい、朝鮮語：청해부대、淸海部隊）。自国関係船舶の護衛を主たる任務とするが、状況に応じて第151合同任務部隊の指揮下で監視、臨検を行なうとされる。
編成された部隊の陣容は、4,500トン級駆逐艦1隻、スーパーリンクス対潜ヘリコプター1機、UDT/SEALから30人の派遣要員を含む約300人で構成される。
第1次隊の長はチャン・ソンウ大佐（海士39期）が務めた。部隊本部は人事、情報、作戦、兵站、法務など擁し、国際的基準に基いた最適な海外派兵任務が遂行できるように構成されている。これに関して人事参謀には海兵隊士官が補職され、海軍と海兵隊が協同行動が取れるように配慮されている。さらに女性軍人5人が要員に含まれている。
第3次隊からは警備強化のために海兵隊員8名が加わる。

## 派遣状況
| 回次 | 艦船                 | 出港           | 任務開始           | 任務終了       | 帰港           |
| ---- | -------------------- | -------------- | ------------------ | -------------- | -------------- |
| 1    | DDH-976 文武大王     | 2009年3月13日  | 2009年4月16日      | 2009年8月19日  | 2009年9月14日  |
| 2    | DDH-977 大祚栄       | 2009年7月16日  | 2009年8月19日      | 2009年12月23日 | 2010年1月18日  |
| 3    | DDH-975 忠武公李舜臣 | 2009年11月20日 | 2009年12月23日     | 2010年4月21日  | 2010年5月20日  |
| 4    | DDH-979 姜邯賛       | 2010年4月2日   | 2010年4月21日      | 2010年9月12日  | 2010年10月4日  |
| 5    | DDH-978 王建         | 2010年8月9日   | 2010年9月13日      | 2010年12月28日 | 2011年1月20日  |
| 6    | DDH-981 崔瑩         | 2010年12月8日  | 2010年12月29日     | 2011年5月5日   | 2011年5月27日  |
| 7    | DDH-975 忠武公李舜臣 | 2011年4月5日   | 2011年5月6日       | 2011年9月12日  | 2011年10月4日  |
| 8    | DDH-976 文武大王     | 2011年8月12日  | 2011年9月13日      | 2012年1月14日  | 2012年2月10日  |
| 9    | DDH-977 大祚栄       | 2011年12月16日 | 2012年1月15日      | 2012年5月22日  | 2012年6月15日  |
| 10   | DDH-978 王建         | 2012年4月23日  | 2012年5月23日      | 2012年9月11日  | 2012年10月22日 |
| 11   | DDH-979 姜邯賛       | 2012年8月20日  | 2012年9月12日      | 2013年1月予定  | 2013年2月19日  |
| 12   | DDH-976 文武大王     | 2012年12月27日 | 2013年1月下旬      | 2013年5月予定  | 2013年6月28日  |
| 13   | DDH-978 王建         | 2013年5月3日   | 2013年6月初頭予定  | 2013年10月予定 | 2013年11月5日  |
| 14   | DDH-981 崔瑩         | 2013年9月9日   | 2013年10月初頭予定 | 2014年2月予定  |                |